# Литвинов, Эммануэль
Эммануэль Литви́нов (англ. Emanuel Litvinoff; 5 мая 1915, Лондон, Великобритания — 24 сентября 2011, Лондон, Великобритания) — английский прозаик, поэт и редактор. Автор известных романов, рассказов, стихов, пьес. Принимал активное участие в борьбе за права евреев СССР.

## Ранние годы
Эммануэль Литвинов родился в 1915 году, вторым из четверых детей в семье еврейских иммигрантов из Одессы Марка и Розы Литвиновых, осевших в районе Уайтчепел на лондонском Ист-Энде. Родители покинули Одессу за два года до его рождения; по приезде отец устроился гладильщиком в швейном ателье. Разговорным языком в семье был идиш. Его отец вернулся в Россию на воинскую службу и, вероятно, погиб во время Февральской революции. Мать для пропитания семьи шила платья на дому и вторично вышла замуж за Соломона Леви в 1923 году. Во втором браке его матери родилось ещё пятеро детей.
Эммануэль бросил школу в 14 лет и работал на заводе, на низкоквалифицированных должностях, вследствие чего оказался бездомным на целый год.
В 1940 году Литвинов добровольно отправился служить в британскую армию. Во время службы в Ольстере, Западной Африке и на Ближнем востоке он получил звание майора досрочно, в 27 лет.

## Начало карьеры
Литвинов начал писать свои первые произведения во время службы в армии. В 1941 в сборник стихов «Routledge» были включены его работы. На протяжении многих лет он публиковался на страницах различных изданиях поэзии, в том числе «Terrible Rain: Война поэтов 1939—1945» и «Stand magazine» под редакцией Джона Силкина. Эммануэль был другом и наставником многих молодых поэтов.

## Телевидение
В 60-х и 70-х годах Литвинов плодотворно писал пьесы для телевидения. В его произведении «The World in a Room» затрагивается вопрос межнациональных браков.

## Личная жизнь
- Первая жена (1942—1970) — модель Черри Маршалл (англ. Cherry Marshall, также выступала под именем Miss Susan Small; настоящее имя Irene Maud Pearson; 1923—2006)[8].
  - трое детей — сын Джулиан (англ. Julian Litvinoff) и две дочери — Сара (англ. Sarah Litvinoff, род. 1953) и Вида (англ. Vida Adamoli, 1943—2010), обе писательницы[9][10][11].
- Вторая жена — Мэри МакКлори (англ. Mary McClory), учительница[12].
  - сын от второго брака — Аарон Литвинов (англ. Aaron Litvinoff, род. 1986). Примечательно, что когда он родился, его отцу Эммануэлю был уже 71 год; когда отец умер, Аарону было 25 лет.
- Младший брат — Барнет Литвинов (англ. Barnet Litvinoff) — также писатель.

## Фамилия
Фамилия Литвинов досталась писателю от его украинских предков по линии отца.